# Paul Alhäuser
Paul Alhäuser (* 1999) ist ein deutscher Filmschauspieler und Kinderdarsteller, der 2011 als Zwölfjähriger seine erste Filmrolle in Matthias Schweighöfers romantischer Komödie What a Man spielte.

## Biografie
Alhäuser wirkte 2011 noch in weiteren drei Produktionen mit, nämlich im Polizeiruf 110: Zwei Brüder, dem Familienfilm Als der Weihnachtsmann vom Himmel fiel sowie dem Märchenfilm Die Sterntaler. In Gernot Rolls Familienfilm Die kleine Lady, der frei auf Frances Hodgson Burnetts Kinderbuch Der kleine Lord beruht, verkörperte er 2012 den Pauly Schwartz. Christiane Hörbiger war als anfangs hartherzige Gräfin besetzt. Im selben Jahr war er in einem weiteren Märchenfilm zu sehen. In Karola Hattops Verfilmung Die sechs Schwäne, spielte er einen der mit einem Fluch belegten sechs Söhne eines Bauern, die in Schwäne verwandelt wurden. Daran schlossen sich Arbeiten für Fernsehserien an, so beispielsweise für die Krimiserie Alles Klara (2013) mit Wolke Hegenbarth in der Titelrolle, für die Informationsserie Löwenzahn (2014) und die Kriminalfilmserie Wolfsland (2016) mit Götz Schubert und Yvonne Catterfeld in den Hauptrollen.

## Filmografie (Auswahl)
- 2011: What a Man
- 2011: Polizeiruf 110: Zwei Brüder (Krimireihe)
- 2011: Als der Weihnachtsmann vom Himmel fiel
- 2011: Die Sterntaler
- 2012: Die kleine Lady (Fernsehfilm)
- 2012: Die sechs Schwäne
- 2013: V8 – Du willst der Beste sein
- 2013: Alles Klara (Krimiserie, Folge Das Opfer vom Regenstein)
- 2014: Schmidt – Chaos auf Rezept (Fernsehserie, Folge Hochzeitstag)
- 2014: Neufeld, mitkommen! (Fernsehfilm)
- 2014: Löwenzahn (Fernsehserie, Folge Archäologie – Wikinger in Bärstadt)
- 2016: Wolfsland – Tief im Wald